# Zahira Ben Ammar
Zahira Ben Ammar (arabe : زهيرة بن عمار) est une actrice tunisienne connue pour avoir joué le rôle de Emna Lahmar dans la série télévisée Naouret El Hawa.

## Filmographie

### Cinéma
- 1986 : La Coupe de Mohamed Damak
- 1988 : Arab de Fadhel Jaziri et Fadhel Jaïbi
- 1990 : Halfaouine, l'enfant des terrasses de Férid Boughedir et Nouri Bouzid
- 1994 : Les Silences du palais de Moufida Tlatli
- 1996 : Un été à la Goulette de Férid Boughedir
- 1998 : Festin (court métrage) de Mohamed Damak
- 2004 : Noce d'été de Mokhtar Ladjimi

### Télévision
- 1999-2000 : Edhak Ledonia de Tahar Fazaa et Abderrazak Hammami : Alya
- 2003 : Chez Azaïez de Slaheddine Essid : Khedija
- 2004 : Loutil de Slaheddine Essid et Hatem Bel Hadj : Jaouida
- 2005 : Café Jalloul de Lotfi Ben Sassi, Imed Ben Hamida et Mohamed Damak : Zahoua alias Zaza
- 2014-2015 : Naouret El Hawa de Madih Belaïd et Riadh Smaâli : Emna Lahmar
- 2016 : Al Akaber de Madih Belaïd, Mohamed Ali Damak,  Mohamed Aziz Hawm et Houssem Sahli : Rachida Al-Othmani

### Vidéos
- 2015 : spot promotionnel pour l'association Tunespoir, réalisé par Madih Belaïd[1]

## Théâtre
Zahira Ben Ammar est par ailleurs comédienne, dramaturge et metteur en scène de théâtre. Elle a joué dans de nombreuses troupes théâtrales : Familia Productions de Fadhel Jaïbi, El Teatro de Taoufik Jebali, la troupe de la Ville de Tunis avec Abdelmajid Lakhal et le Théâtre national tunisien avec Mohamed Driss. Elle possède sa propre société théâtrale, Sindyana.
- 1983 : Doulab de Habib Chébil
- 1987 : Arab, mise en scène de Fadhel Jaïbi et Fadhel Jaziri
- 1993 : Familia, texte et mise en scène de Fadhel Jaïbi et Jalila Baccar
- 1995 : Les Amoureux du café désert, texte et mise en scène de Fadhel Jaïbi[3]
- 1997 : Soirée particulière, texte et mise en scène de Fadhel Jaïbi[3]
- 2009 : Mafkoud (Disparu), texte, mise en scène et interprétation de Zahira Ben Ammar
- 2013 : Emraa, texte de Ezzedine Madani, mise en scène et interprétation de Zahira Ben Ammar[4]
- Sindyana, texte, mise en scène et interprétation de Zahira Ben Ammar[5]
- Traktek, texte, mise en scène et interprétation de Zahira Ben Ammar
- Caligula, pièce d'Albert Camus sur une mise en scène de Kaïs Rostom
- Femtella de Taoufik Jebali
- Comedia
- L'Excès artificiel
- Compagnie des cœurs

## Distinctions
- Prix d'interprétation féminine pour Doulab aux Journées théâtrales de Carthage en 1983[6]